# Kurt Leuchs
Kurt Leuchs (* 14. September 1881 in Nürnberg; † 7. September 1949 in Wien) war ein deutscher Geologe und Paläontologe.

## Leben
Leuchs, der Sohn eines Fabrikbesitzers, besuchte das Realgymnasium in Nürnberg, das er 1900 mit dem Abitur abschloss, und studierte Naturwissenschaften und speziell Geologie und Paläontologie an der Ludwig-Maximilians-Universität München, wobei Karl Alfred von Zittel zu seinen Lehrern zählte. Er nahm nach der Promotion 1906 (Die geologische Zusammensetzung und Geschichte des Kaisergebirges) an der Expedition von Gottfried Merzbacher in den Tianshan teil und unternahm danach mehrere Forschungsreisen im Mittelmeerraum (1908 Spanien und Italien, 1911/12 Libyen, Ägypten, Palästina). 1912 habilitierte er sich in München über die geologischen Ergebnisse der Tianshan-Expedition. Im Ersten Weltkrieg war er ab 1915 als Wehrgeologe in Frankreich, Belgien und Mazedonien (vom Wehrdienst war er zuvor wegen starker Kurzsichtigkeit befreit). 1919 erhielt er den Titel außerordentlicher Professor und lehrte an seiner Alma Mater, der Ludwig-Maximilians-Universität München.
1925 wurde er Professor für Geologie in Frankfurt am Main, unternahm 1928 seine zweite Reise nach Zentralasien (West-Turkestan, Süd-Sibirien) und wurde 1936 Professor in Ankara, wo er 1938/39 Dekan der naturwissenschaftlichen Fakultät war. Mit Beginn des Zweiten Weltkriegs verließ er die Türkei, da er dort starken Reiseeinschränkungen unterworfen war (er durfte wie auch andere Ausländer Ankara nicht verlassen). 1939 wurde er ordentlicher Professor an der Universität Wien und Vorstand des Geologischen Instituts.
Nach dem Ende des Zweiten Weltkriegs war er zunächst amtsenthoben, da er 1933 der NSDAP beigetreten (Mitgliedsnummer 1.811.429) sowie von 1934 bis 1936 Mitglied der SA und ab Februar 1934 Mitarbeiter im SS-Ahnenerbe war. Leuchs Haus in Gersthof wurde 1945 von den Alliierten beschlagnahmt, seine Mitgliedschaft bei der Akademie der Wissenschaften ruhendgestellt. In weiterer Folge gab Leuchs in den „Entregistrierungsakten“ an, von 1934 bis 1940 auch Mitglied des Nationalsozialistischen Lehrerbunds gewesen zu sein, seinen Beitritt zur NSDAP bezeichnete er als „blosse Formalität“. Positive Referenzen bekam Leuchs in dieser Sache von Hugo Hassinger, Leo Waldmann, Josef Keil und Hans Leitmeier.
Im Rahmen des Amnestiegesetzes im April 1948 konnte Leuchs seinen Lehrstuhl für Paläontologie in Wien in Form einer Vertretungsprofessur wieder besetzen. Die Wiedereinsetzung wurde von der Philosophischen Fakultät damit begründet, dass die einzigen beiden „Paläontologen von Format“ viel schwerer als Leuchs durch den Nationalsozialismus beschädigt gewesen sein sollen, sodass sie von der Fakultät von vornherein abgelehnt wurden. Auch die Mitgliedschaft in der Akademie der Wissenschaften wurde 1948 reaktiviert.
1949 starb Leuchs an den Folgen eines Gehirntumors.

## Wirken
Er befasste sich mit den Nördlichen Kalkalpen (Kaiser- und Wettersteingebirge, Bayerische Alpen) sowie der Geologie Zentralasiens und des östlichen Mittelmeerraumes (Türkei). In seinen tektonischen Untersuchungen im Kaisergebirge stand er teilweise in Opposition zu Otto Ampferer. Zuletzt befasste er sich vor allem mit der Entstehung von Gesteinsformationen (Lithogenese), besonders von Riffkalken aus der Trias. Seine Untersuchungen von Schichtlücken und Breccien-Bildung führten ihn zu der Erkenntnis, dass die Sedimentablagerung in der Tethys in Trias und Jura in den Alpen nicht so ruhig ablief, wie bis dahin überwiegend angenommen.
Er war seit seiner Jugend ein ausgezeichneter Bergsteiger wie sein fünf Jahre älterer Bruder Georg (der um die Jahrhundertwende einen großen Ruf als Bergsteiger in München hatte), mit dem er schwierige Routen im Kaisergebirge erschloss. Unter anderem führten sie die zweite Begehung der Marmolata-Südwand durch. Er schrieb den geologischen Teil in Georg Leuchs 1922 erschienenem Führer durch das Kaisergebirge.
Er war seit 1943 korrespondierendes Mitglied der Österreichischen Akademie der Wissenschaften. 1940 bis 1942 war er Vorsitzender der Geologischen Gesellschaft in Wien.
1908 heiratete er Eleonore von Bezold, die Tochter des Direktors des Germanischen Nationalmuseums in Nürnberg Gustav von Bezold. Die Ehe blieb kinderlos.

## Ehrungen
Im Wiener Gemeindebezirk Floridsdorf wurde 1954 der Leuchsweg nach Kurt Leuchs benannt.

## Schriften
- Geologischer Führer durch die Kalkalpen vom Bodensee bis Salzburg und ihr Vorland, München 1921
- Geologie von Asien, 2 Bände, Geologie der Erde, Berlin 1935, 1937
- Geologische Untersuchungen im Chalyktau, Temurlyktau, Dsungarischen Alatau (Tian-Schan) aus den wissenschaftlichen Ergebnissen der Merzbacherschen Tian-Schan-Expedition, Abhandlungen der Bayerischen Akademie der Wissenschaften 1912
- Zentralasien, Handbuch der regionalen Geologie V, 7, Heidelberg 1916
- Bayerische Alpen, in Ernst Krenkel (Hrsg.): Handbuch der Geologie und Bodenschätze Deutschlands, Abteilung 2, Band 3 (Bayern), Borntraeger 1927
- Anleitung zu geologischen Beobachtungen, Quelle und Meyer, Leipzig 1931